# Friedrich Rühs

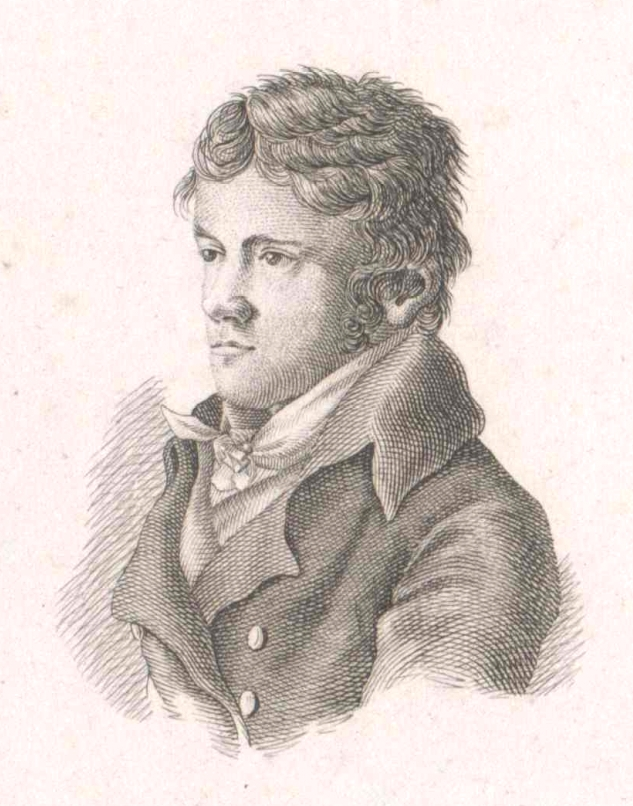
Friedrich Rühs

Friedrich Rühs (* 1. März 1781 in Greifswald; † 1. Februar 1820 in Florenz) war ein deutscher Historiker und Hochschullehrer. Er lehrte zunächst an der Universität Greifswald in Schwedisch-Pommern, ab 1810 dann an der Friedrich-Wilhelms-Universität Berlin. Er befasste sich mit skandinavischer und germanischer Geschichte. In der Zeit der Befreiungskriege trat er mit xenophoben, frankreichfeindlichen Schriften als Nationalist hervor und verfasste judenfeindliche Texte, die in die Frühgeschichte des völkischen Antisemitismus eingeordnet werden.

## Leben

### Schulbesuch und Studium
Friedrich Rühs wuchs in Greifswald auf, das damals zu Schwedisch-Pommern gehörte. Er stammte aus einer alten Greifswalder Kaufmannsfamilie, sein Vater Joachim Rühs († 1811) war Kaufmann und Ratsherr in Greifswald. Rühs besuchte zunächst die Greifswalder Stadtschule.
Rühs begann 1797 sein Studium an der Universität Greifswald, wo er unter anderem Geschichte bei Johann Georg Peter Möller und bei Thomas Thorild hörte. Im Jahre 1800 wechselte er an die Georg-August-Universität Göttingen, wo er bei August Ludwig von Schlözer promoviert wurde. Er verfasste damals eine erste Schrift über Skandinavien (Versuch einer Geschichte der Religion, Staatsverfassung und Cultur der alten Skandinavier,  Göttingen 1801) die von Friedrich David Gräter als zu deklamierend und zu wenig untersuchend kritisiert wurde.

### Privatdozent und ao. Professor in Greifswald
Im  Herbst 1801 kehrte Rühs in seine Heimatstadt Greifswald zurück. In dieser Epoche war die Universität Greifswald von schwedischer Wissenschaftspolitik geprägt, und die Stadt war Sitz der obersten Gerichts- und Kirchenbehörden für Schwedisch-Pommern. Rühs wurde Vizebibliothekar an der Universitätsbibliothek Greifswald und nach seiner Habilitation 1802 Privatdozent. Rühs bot sich als Übersetzer fremdsprachiger Schriften an und erhielt 1802 als schwedischer Untertan den königlichen Auftrag, als „Berater“ an der deutschen Übersetzung der „Schwedenreise“ des Italieners Joseph Acerbi mitzuwirken. Dieser hatte den Schwedenkönig Gustav IV. Adolf als engstirnigen Zensor des Geisteslebens in seinen Ländern dargestellt. 1803 erschien die Berliner Ausgabe des Reiseberichts ohne Angriffe auf Schweden, die Rühs getilgt hatte. Er wurde nicht namentlich genannt.
Damit hatte sich Rühs das Vertrauen des schwedischen Königshauses erworben und erhielt weitere Aufträge. Er übersetzte in den Folgejahren eine Gegenschrift zu Acerbi, Carl Gustaf af Leopolds Briefe über „Schwedens neueste Verhältnisse“ (1804), ferner dessen „Vermischte prosaische Schriften“ (Rostock/Leipzig 1805) und die Werke von Gustav III. in drei Bänden (Berlin 1805–1808). Er veröffentlichte auch eigene Werke zur nordischen Geschichte und Philologie, etwa über „Finnland und seine Bewohner“ (1809). Sehr positiv aufgenommen und breit rezipiert (insbesondere auch in Skandinavien) wurde Rühs fünfbändige Geschichte Schwedens.
Im Jahre 1808 wurde Rühs außerordentlicher Professor an der philosophischen Fakultät in Greifswald. Er folgte in diesem Amt seinem Freund Ernst Moritz Arndt, der vor den Truppen Napoleons nach Schweden ausgewichen war.

### Professor in Berlin
1810 wurde Rühs bei der Gründung der Friedrich-Wilhelms-Universität Berlin auf den dortigen Lehrstuhl für Geschichte berufen. Heinz Duchhardt zufolge war „die Wahl des 30jährigen Greifswalders eine mutige Entscheidung, die man in Berlin aber nie zu bereuen hatte“.
In Berlin setzte Rühs seine skandinavischen Forschungen fort und übersetzte 1812 noch vor den Brüdern Grimm die Edda ins Deutsche. Die Übersetzung erschien „nebst einer Einleitung über die nordische Poesie und Mythologie“ und war in Prosa-Form gehalten. Rühs stützte sich dabei auf eine dänische Ausgabe des Edda-Forschers Rasmus Nyerup, den er 1810 in Stockholm besucht hatte. Seine Übertragung stieß jedoch auf Kritik, aus der sich ein Edda-Streit entwickelte. Rühs wurden Übersetzungsfehler aus mangelnder Kenntnis des Altnordischen vorgeworfen. Dafür hatte der Däne Rasmus Rask 1811 ein Wörterbuch herausgegeben, das Rühs nicht benutzt hatte.
Dennoch fand Rühs mit Unterstützung des aus Greifswald stammenden Verlegers Georg Andreas Reimer (1776–1842) neue Aufgaben. 1813 erschien Über den Ursprung der Isländischen Poesie. Später verfasste er unter anderem noch eine fünfbändige Schwedische Geschichte, die 1823 ins Schwedische übersetzt wurde und Anklang auch bei dem schwedischen Historiker Erik Gustaf Geijer fand.

### Früher Antisemit und Nationalist
Rühs gewann über seinen Verleger in Berlin das Vertrauen des Historikers und Politikers Barthold Georg Niebuhr, der ihn zur Mitarbeit am Preußischen Correspondenten bewegte. In der Folge trat Rühs mit betont nationalistischen Schriften hervor. Nachdem Greifswald 1815 an Preußen gefallen war, kritisierte er die dortige „Schwedenzeit“ in einem als Brief fingierten Aufsatz scharf. Im selben Jahr erschien seine sehr emotionale Schrift „Historische Entwicklung des Einflusses Frankreichs und der Franzosen auf Deutschland“, die diese als „Erzfeind“ und „ewige Bedränger“ darstellte.
Ebenfalls 1815 erschien das radikal antijüdische Pamphlet „Über die Ansprüche der Juden auf das deutsche Bürgerrecht“. Darin sprach Rühs den Juden das deutsche Bürgerrecht ab, falls sie nicht bereit wären, zum Christentum überzutreten. Er folgte einer völkischen und antijudaistischen Argumentation, die vor ihm Johann Gottlieb Fichte vertreten hatte:
Ein fremdes Volk kann nicht Rechte erlangen, welche die Deutschen zum Teil nur durch das Christentum genießen.
Der zukünftige deutsche Staat werde wieder „christlich-germanisch“ sein. Wie im Hochmittelalter solle man die Juden wieder mit einer Kleiderordnung kenntlich machen, „damit ein Deutscher, selbst sei er durch Aussehen, Verhalten und Sprache irregeführt, seinen hebräischen Feind erkenne.“ Mit dem Übertritt zum „milden Charakter“ des Christentums sollten sich die Juden die „deutschen Volkseigentümlichkeiten“ aneignen, „um auf diese Arte den Untergang des jüdischen Volks mit der Zeit zu bewirken.“ Damit wandte sich Rühs von den Grundgedanken der Aufklärung ab und zeigte sich als Gegner der Jüdischen Emanzipation, die damals in Preußen auf der politischen Tagesordnung stand.
Rühs stand mit solchen Forderungen nicht allein: 1815–1819 erreichte eine Welle antijüdischer und antiemanzipatorischer Hetzschriften im 19. Jahrhundert ihren ersten Höhepunkt. So schloss sich der Philosoph Jakob Friedrich Fries aus Jena 1816 mit einem eigenen Traktat Rühs an, forderte aber über den „Untergang“ der jüdischen Religion durch Konversion hinaus, dass diese „Kaste mit Stumpf und Stiel ausgerottet“ werde. 1818 antwortete Graf Karl Christian Ernst von Bentzel-Sternau auf beide Traktate mit einer Satire unter dem Titel „Anti-Israel. Eine Vorlesung in der geheimen Akademie zum grünen Esel als Eintrittsrede gehalten von Horatius Cocles“.

### Geschichtstheoretiker
Mit seinem 1811 veröffentlichten Entwurf einer Propädeutik des historischen Studiums legte Rühs ein zu seiner Zeit sehr innovatives Buch auf dem Feld der sich gerade erst konstituierenden Geschichtsmethodik bzw. -theorie vor. Rühs stand hier in der Tradition von Johann Gottfried Herder und wandte sich wie dieser gegen die Geschichtsphilosophie der Aufklärung, da diese die Vergangenheit lediglich nach den Wertmaßstäben der eigenen Zeit beurteile. Demgegenüber betonte Rühs bspw. die Wichtigkeit der methodisch geleiteten Quellenkritik und forderte, dass die Geschichte als wissenschaftliche Disziplin die von ihr untersuchte Vergangenheit historisieren müsse.

### Historiograf Preußens
Rühs veröffentlichte in den Folgejahren ein „Handbuch der Geschichte des Mittelalters“ (1816) und ein Buch über „Das Verhältnis Holsteins und Schleswigs zu Deutschland und Dänemark“ (1817). Im selben Jahr wurde er zum Historiografen des preußischen Staates berufen. Er widmete sich nun verstärkt Forschungen zum germanischen Altertum und war maßgeblich an Vorarbeiten zu der 1819 gegründeten „Gesellschaft für Deutschlands ältere Geschichtskunde“ beteiligt. Die Initiative dazu ging von Heinrich Friedrich Karl vom Stein aus. Nach dem Tod von Rühs ging daraus die Generaldirektion der Monumenta Germaniae Historica hervor. 1819 wurde er Mitglied der Preußischen Akademie der Wissenschaften.
Rühs erkrankte 1820 während einer Italienreise mit seinem Neffen Karl Gustav Homeyer (1795–1874). Er starb in dessen Obhut in Florenz. Sein Neffe übernahm die Pflege seines Werkes und betonte die Notwendigkeit nordischer Studien an der Universität in Berlin.
Friedrich Rühs war mit Eleonore Hyppolithe Kriebel verheiratet, einer Tochter des Wolgaster Propstes Johann August Kriebel. Er war Ritter des schwedischen Nordstern-Ordens.

## Schriften
- Geschichte Schwedens. 5 Bände. Gebauer, Halle 1803–1814. (Digitalisat Band 1), (Band 2), (Band 3) (Band 4), (Band 5) (Schwedische Übersetzung erschien 1823–1825)
- Finnland und seine Bewohner. Göschen, Greifswald 1809. (Digitalisat)
- Entwurf einer Propädeutik des historischen Studiums. 1811. (Neuauflage als Band 7 der Reihe Wissen und Kritik, herausgegeben und eingeleitet von Dirk Fleischer und Hans Schleier, Waltrop 1997.)
- Ueber den Ursprung der isländischen Poesie aus der angelsächsischen, nebst vermischten Bemerkungen über die nordische Dichtkunst und Mythologie. Berlin 1813. (Digitalisat)
- Historische Entwickelung des Einflusses Frankreichs und der Franzosen auf Deutschland und die Deutschen. Nicolai, Berlin 1815. (Digitalisat)
- Über die Ansprüche der Juden auf das deutsche Bürgerrecht. Realschulbuchhandlung, Berlin 1815. (Digitalisat)
- Die Rechte des Christenthums und des deutschen Volks verteidigt gegen die Ansprüche der Juden. Berlin 1816. Digitalisat.
- Das Verhältniß Hollsteins und Schleswigs zu Deutschland und Dänemark. Reimer, Berlin 1817. (Digitalisat)
- Handbuch der Geschichte des Mittelalters. Realschulbuchhandlung, Berlin 1816. (Digitalisat) (Neue verbesserte Auflage: Arnold, Stuttgart 1840)

Als Herausgeber
- Carl Gustaf af Leopold (Autor): Schwedens neueste Verhältnisse. Greifswald 1804.
- Carl Gustaf af Leopold (Autor): Vermischte prosaische Schriften. Rostock/Leipzig 1805.
- Gustav III. (Autor): Werke in drei Bänden. Berlin 1805–1808.
- Die Edda, nebst einer Einleitung über die nordische Poesie und Mythologie. Berlin 1812. (Online)

## Einzelbelege
1. ↑  Heinz Duchhardt: Fachhistorie und „politische“ Historie: der Mediävist, Landeshistoriker, Kulturhistoriker und Publizist Friedrich Rühs. In: Paul-Joachim Heinig u. a. (Hrsg.): Reich, Regionen und Europa in Mittelalter und Neuzeit. Festschrift für Peter Moraw (= Historische Forschungen. Bd. 67). Berlin 2000, S. 715–730, hier S. 718.
2. ↑  Vgl. dazu Michael Rohrschneider: Der Historiker Christian Friedrich Rühs und die Franzosen. Eine Studie zum deutschen Frankreichbild im frühen 19. Jahrhundert. In: Francia. Forschungen zur westeuropäischen Geschichte, Bd. 33 (2006), Heft 2, S. 129–146.
3. ↑  zitiert nach LOTTA Nr. 11/97: 1815–1848–1933: „Deutsche“ Revolutionen
4. ↑  Vgl. Michael F. Scholz: Der Historiker Christian Friedrich Rühs und die Ambivalenz der frühen deutschen Nationalbewegung. In: Deutsch-Finnische Gesellschaft e. V. (Hg.): Pro Finlandia 2001. Festschrift für Manfred Menger, Reinbek 2001, S. 125–139.
5. ↑  Michael Czolkoß: Die Entwicklung der Geschichtswissenschaft an der Universität Greifswald 1765–1863. In: Niels Hegewisch / Karl-Heinz Spieß / Thomas Stamm-Kuhlmann (Hg.): Geschichtswissenschaft in Greifswald. Festschrift zum 150jährigen Bestehen des Historischen Instituts der Universität Greifswald (Beiträge zur Geschichte der Universität Greifswald 11), Stuttgart 2015, S. 9–52, hier S. 42–49.
6. ↑  Heinz Duchhardt: Friedrich Rühs und die Berliner Akademie der Wissenschaften. In: Dieter Hein / Klaus Hildebrand / Andreas Schulz (Hg.): Historie und Leben. Der Historiker als Wissenschaftler und Zeitgenosse. Festschrift für Lothar Gall zum 70. Geburtstag, München 2006, S. 15–20.

| Personendaten    | Personendaten                                        |
| ---------------- | ---------------------------------------------------- |
| NAME             | Rühs, Friedrich                                      |
| ALTERNATIVNAMEN  | Rühs, Friedrich Christian; Rühs, Christian Friedrich |
| KURZBESCHREIBUNG | deutscher Historiker und Hochschullehrer             |
| GEBURTSDATUM     | 1. März 1781                                         |
| GEBURTSORT       | Greifswald                                           |
| STERBEDATUM      | 1. Februar 1820                                      |
| STERBEORT        | Florenz                                              |